# Island Games 2011
XIV Island Games – międzynarodowe, multidyscyplinarne wydarzenie sportowe, które odbyło się między 25 czerwca a 1 lipca 2009 roku na angielskiej wyspie Wight. W zawodach uczestniczyło 2306 sportowców z 24 terytoriów w 15 konkurencjach. Wight organizowała zawody po raz drugi w historii, po raz pierwszy wydarzyło się to w 1993 roku.
Wszystkie konkurencje odbyły się w obrębie wyspy, a dokładnie w następujących miejscowościach: Arreton (Downend Range, Haseley Manor), Brading (Brading Town Football Club), Cowes (Cowes Community Club, Cowes High School, Cowes Sports Football Club, East Cowes Vics FC), Freshwater (Freshwater Bay Golf Club), Godshill (Sainham), Newport (Medina Leisure Centre, Newclose County Cricket Ground, Newport League Football Ground), Newtown (Newtown Range), Oakfield (Oakfield Football Club), Rookley (Rookley FC), Ryde (Ryde Lawn Tennis Club, Ryde High School, Ryde Mead Tennis Club, Westridge Squash & Tone Zone Gym), Sandown (Fairway Sports Complex, Sandown Golf Club, Yaverland Sailing Club), Shanklin (Shanklin Golf Club, Shanklin Football Club), Shorwell (Cheverton Farm), Ventnor (Rew Valley Sports Centre) oraz na drodze Military Road.
Wiewiórka została maskotką Island Games 2011, jako zwierzę związane z wyspą Wight.

## Przebieg zawodów

### Kalendarz
W poniższym kalendarzu zaprezentowano dni, w których rozdane zostały medale w danej konkurencji (żółty kolor), rozegrane zostały eliminacje (niebieski kolor), ceremonia otwarcia (zielony) i zamknięcia igrzysk (czerwony).
| Czerwiec / Lipiec 2012 | 25 Pon | 26 Wto | 27 Śro | 28 Czw | 29 Pią | 30 Śro | 1 Czw | Konkurencje |
| ---------------------- | ------ | ------ | ------ | ------ | ------ | ------ | ----- | ----------- |
| Ceremonie              | ●      |        |        |        |        |        | ●     |             |
| Badminton              |        |        | 1      |        |        |        | 5     | 6           |
| Golf                   |        |        |        |        |        |        | 4     | 4           |
| Kolarstwo              |        | 4      | 2      | 4      |        | 4      | 4     | 18          |
| Koszykówka             |        |        |        |        |        |        | 2     | 2           |
| Lekkoatletyka          |        | 5      | 7      | 6      | 6      | 7      | 8     | 39          |
| Łucznictwo             |        |        | 2      | 2      | 2      | 2      |       | 8           |
| Piłka nożna            |        |        |        |        |        |        | 2     | 2           |
| Pływanie               |        |        | 11     | 11     | 10     | 11     |       | 43          |
| Siatkówka              |        |        |        |        |        |        | 2     | 2           |
| Squash                 |        |        | 1      |        | 2      | 2      | 1     | 6           |
| Strzelectwo            |        | 8      | 9      | 10     | 9      | 6      | 4     | 46          |
| Tenis                  |        |        | 2      |        |        |        | 5     | 7           |
| Tenis stołowy          |        |        |        | 1      |        |        | 5     | 6           |
| Windsurfing            |        |        |        |        |        |        | 4     | 4           |
| Żeglarstwo             |        |        |        |        |        | 1      | 2     | 3           |
| Suma finałów           | 0      | 15     | 35     | 32     | 29     | 31     | 46    | 188         |
| Czerwiec / Lipiec 2012 | 25 Pon | 26 Wto | 27 Śro | 28 Czw | 29 Pią | 30 Śro | 1 Czw | Konkurencje |

### Rozgrywane dyscypliny
Wśród dyscyplin sportowych, w porównaniu do Island Games 2009, pojawiło się kolarstwo oraz squash, zniknęła natomiast gimnastyka i judo. Znacząco zwiększono liczbę konkurencji strzeleckich.
Podczas Island Games 2011 rozegrano 186 konkurencji w ramach 15 dyscyplin sportowych. W nawiasach podano liczbę konkurencji w każdej z dyscyplin.
| - Badminton (6) (szczegóły) - Golf (2) (szczegóły) - Kolarstwo (szczegóły) - Kolarstwo górskie (6) - Kolarstwo szosowe (12) - Koszykówka (2) (szczegóły) - Lekkoatletyka (39) (szczegóły) - Łucznictwo (8) (szczegóły) - Piłka nożna (2) (szczegóły) | - Pływanie (43) (szczegóły) - Siatkówka (halowa) (2) (szczegóły) - Squash (6) (szczegóły) - Strzelectwo (46) (szczegóły) - Tenis stołowy (6) (szczegóły) - Tenis ziemny (7) (szczegóły) - Windsurfing (4) (szczegóły) - Żeglarstwo (3) (szczegóły) |

### Kraje uczestniczące
W Island Games 2011 wzięły udział wszystkie terytoria wchodzące w skład International Island Games Association, tj. 24 terytoria wyspiarskie oraz Gibraltar. Początkowo miało to być 25 krajów, jednak Wyspa Księcia Edwarda musiała zrezygnować z występu (jak i z członkostwa w IIGA) z przyczyn finansowych.
W nawiasach podano liczbę zawodników z poszczególnych reprezentacji. Pogrubiony został gospodarz Island Games 2011.
Europa:
- Alderney (34)
- Frøya (18)
- Gibraltar (140)
- Gotlandia (132)
- Guernsey (210)
- Hebrydy Zewnętrzne (66)
- Hitra (46)
- Jersey (199)
- Minorka (125)
- Orkady (40)
- Rodos (70)
- Sarema (110)
- Sark (11)
- Szetlandy (82)
- Wight (252)
- Wyspa Man (189)
- Wyspy Alandzkie (120)
- Wyspy Owcze (100)
- Ynys Môn (65)

Afryka:
- Święta Helena (8)

Ameryka Południowa:
- Falklandy (43)

Ameryka Północna:
- Bermudy (102)
- Grenlandia (74)
- Kajmany (70)

### Klasyfikacja medalowa
| Klasyfikacja medalowa              |                 |       |        |      |       |
| Lp.                                | Kraj            | złoto | srebro | brąz | razem |
| 1.                                 | Guernsey        | 40    | 42     | 25   | 107   |
| 2.                                 | Wyspa Man       | 26    | 22     | 20   | 68    |
| 3.                                 | Jersey          | 23    | 30     | 30   | 83    |
| 4.                                 | Wyspy Owcze     | 20    | 20     | 15   | 55    |
| 5.                                 | Wight           | 17    | 15     | 21   | 53    |
| 6.                                 | Wyspy Alandzkie | 14    | 7      | 13   | 34    |
| 7.                                 | Gotlandia       | 9     | 12     | 21   | 42    |
| 8.                                 | Minorka         | 8     | 8      | 12   | 28    |
| 9.                                 | Kajmany         | 8     | 7      | 8    | 23    |
| 10.                                | Szetlandy       | 7     | 4      | 4    | 15    |
|                                    | ...             |       |        |      |       |
| Zobacz pełną klasyfikację medalową |                 |       |        |      |       |

## Obiekty Island Games 2011

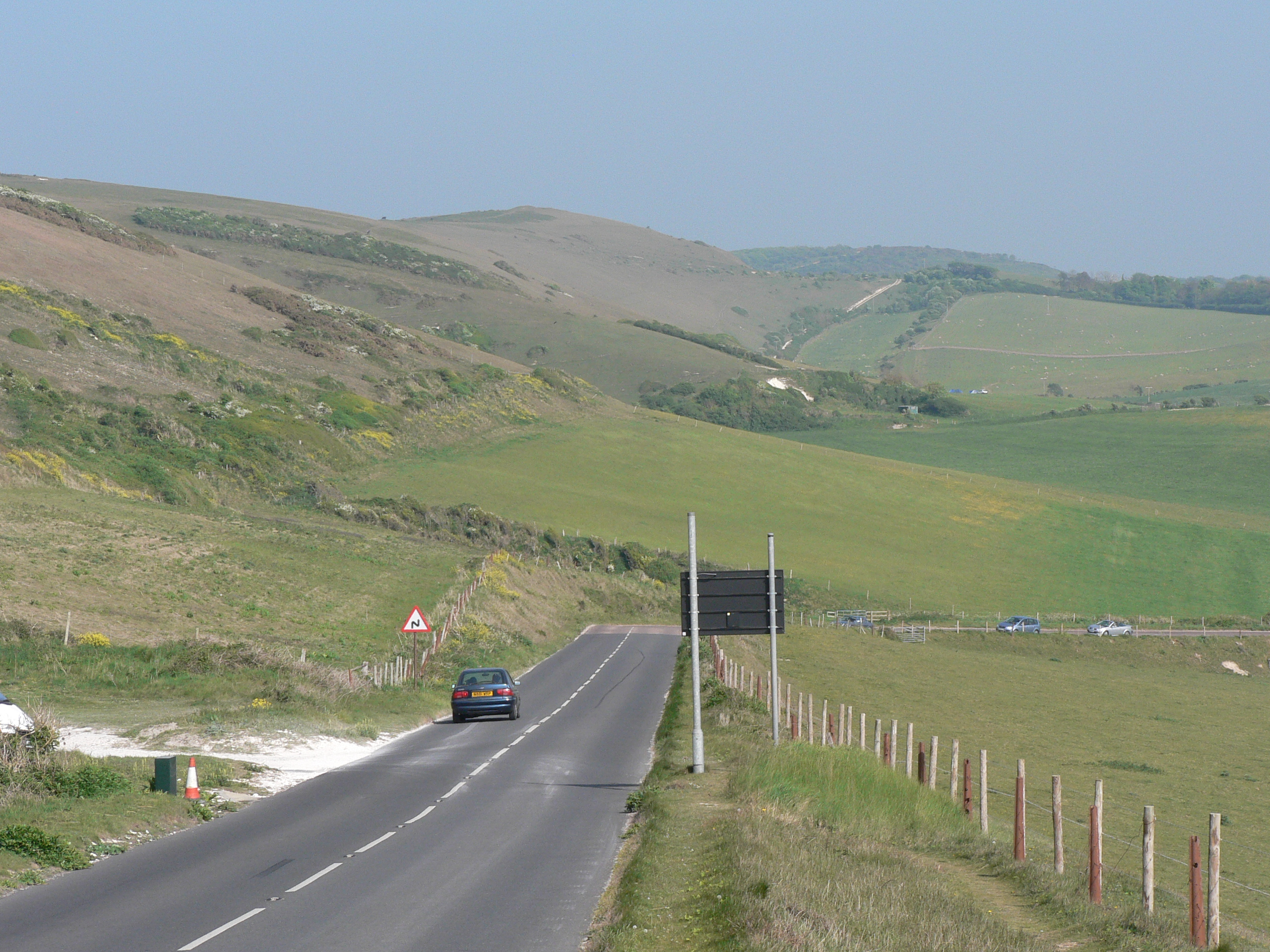
Military Road

- Brading Town Football Club (Brading) - lekkoatletyka, piłka nożna, tenis stołowy
- Cheverton Farm (Shorwell) - kolarstwo górskie
- Cowes Community Club (Cowes) - piłka nożna
- Cowes High School (Cowes) - koszykówka
- Cowes Sports Football Club (Cowes) - piłka nożna (finał kobiet)
- Downend Range (Arreton) - strzelectwo (do tarczy)
- East Cowes Vics FC (Cowes) - piłka nożna
- Fairway Sports Complex (Sandown) - siatkówka
- Freshwater Golf Club (Freshwater) - golf
- Haseley Manor (Arreton) - strzelectwo (do tarczy)
- Medina Leisure Centre (Newport) - pływanie, koszykówka
- Military Road - kolarstwo szosowe
- Newclose County Cricket Ground (Newport) - łucznictwo
- Newport Football Club (Newport) - piłka nożna (finał mężczyzn)
- Newtown Range (Newtown) - strzelectwo (do tarczy)
- Oakfield Football Club (Oakfield) - piłka nożna
- Rew Valley Sports Centre (Ventnor) - siatkówka
- Rookley FC (Rookley) - piłka nożna
- Ryde High School (Ryde) - badminton, tenis stołowy
- Ryde Lawn Tennis Club (Ryde) - tenis ziemny
- Ryde Mead Tennis Club (Ryde) - tenis ziemny
- Sainham Farm (Godshill) - strzelectwo (do rzutków)
- Shanklin Golf Club (Shanklin) - golf
- Shanklin Football Club (Shanklin) - piłka nożna
- Westridge Squash & Tone Zone Gym (Ryde) - squash
- Yaverland Sailing Club (Sandown) - windsurfing, żeglarstwo